# Етар (Велико-Тирново)
СФК «Етар» (болг. Спортен Футболен Клуб Етър Велико Търново) — болгарський футбольний клуб з міста Велико-Тирново, заснований у 2013 році. Виступає у Першій лізі. Домашні матчі приймає на стадіоні «Івайло», потужністю 25 000 глядачів.